# Roberto Brusati

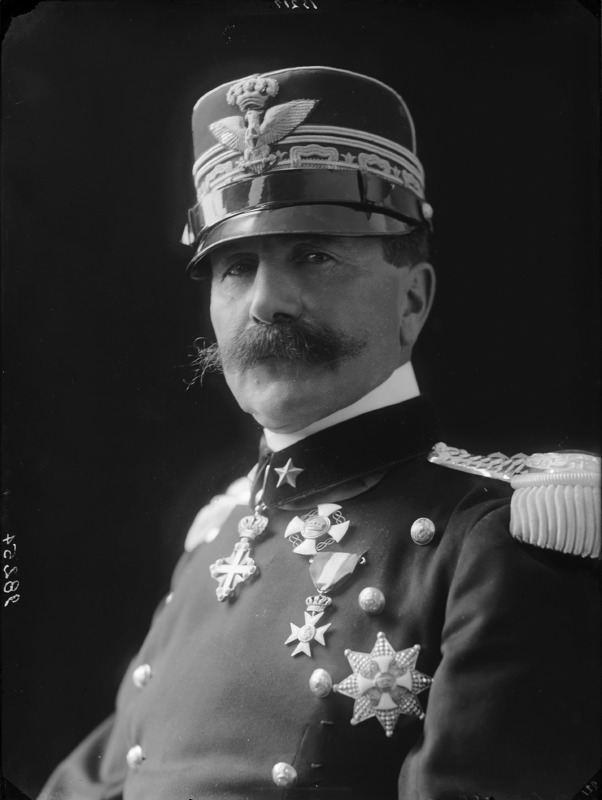
Roberto Brusati. Porträtfoto von Mario Nunes Vais um 1910.

Roberto Giuseppe Giacomo Brusati (geboren 3. Juli 1850 in Mailand; gestorben 23. November 1935 in Santa Margherita Ligure) war ein italienischer Generalleutnant und Senator des Königreichs.

## Leben
Roberto Brusati wuchs in der bewegten Zeit des Risorgimento und der italienischen Unabhängigkeitskriege auf. Wie sein drei Jahre älterer Bruder Ugo, schlug er eine militärische Karriere ein. 1863 wurde er in das Militärkollegium in Florenz aufgenommen. Drei Jahre später fand er Aufnahme in der Militärakademie in Turin, nachdem er zuvor vergeblich versucht hatte, als Freiwilliger am Dritten Italienischen Unabhängigkeitskrieg teilzunehmen.
Seine Ausbildung zum Offizier schloss er in Turin 1869 als Jahrgangsbester ab. Im Rang eines Sottotenente der Artillerie wurde er im gleichen Jahr dem Generalstab unterstellt. Nach weiteren zwei Jahren, in denen er die Kriegsschule besuchte, wurde er zum Leutnant befördert und erhielt die Befähigung für den Generalstabsdienst. Zunächst diente er im 3. Artillerie-Regiment und anschließend in verschiedenen Kommandostellen. 1876 wurde er dem militärgeographischen Institut in Florenz unterstellt und mit militärgeographischen Aufgaben betraut. 1881, mittlerweile Hauptmann, heiratete er die in Florenz lebende US-Amerikanerin Graziella Ferguson.
In den folgenden zwanzig Jahren leistete er Dienst bei verschiedenen Regimentern sowie beim Generalstab. Zügig durchstieg Brusati die Karriereleiter. 1898 wurde er zum Generalmajor und 1905 zum Generalleutnant befördert. 1910 übernahm der von Vorgesetzten und Untergebenen geschätzte Brusati das Kommando des I. Armeekorps. Als er im Mai 1914 unter dem ersten von Ministerpräsident Antonio Salandra angeführten Kabinett zum designierten Kommandanten einer Armee im Falle eines Krieges ernannt wurde, äußerte sich Salandras Vorgänger Giovanni Giolitti in privaten Gesprächen kritisch über die Ernennung. Giolitti traute ihm allenfalls die Führung eines Regiments, nicht die aber einer ganzen Armee zu.
Im Dezember 1914 schlug Fiorenzo Bava Beccaris seine Ernennung zum Senator vor. Seine Meinung über einen italienischen Kriegseintritt in den Ersten Weltkrieg war zwiespältig. Politisch unterstützte er zwar den neutralistischen Haltung Giolittis, sah es aber als notwendig an, die Neutralität aufzugeben, falls es der Moment erfordere.
Mit dem italienischen Kriegseintritt am 24. Mai 1915 übernahm er das Kommando der 1. Armee, nachdem er wenige Tage zuvor als Senator des Königreichs vereidigt worden war. Generalstabschef Luigi Cadorna hatte die mit sechs Divisionen vom Stilfser Joch bis zur Valsugana an der Grenze zu Tirol stehende 1. Armee mit defensiven Aufgaben betraut. Sie sollte ihm vor allem den Rücken freihalten für den am Isonzo geplanten italienischen Hauptvorstoß, dabei aber auch begrenzt offensiv vorgehen.
Brusati hatte mit einigen territorialen Erfolgen für die wenigen positiven Lichtblicke in der italienischen Kriegsführung im ersten Kriegsjahr gesorgt. Seine Erfolge waren auch durch den Umstand bedingt, dass das k.u.k. Armeeoberkommando bereits vor Kriegsausbruch beschlossen hatte, sich auf leichter zu verteidigende weiter rückwärts liegende Positionen zurückzuziehen. Da Brusati wenig von der Defensive hielt, hatte er den Großteil seiner Truppen in der vordersten Linie in Stellung gebracht, um eventuell weiter vorstoßen zu können und auf eine gestaffelte Verteidigungslinie verzichtet. Auch als im Frühjahr 1916 erste Hinweise auf eine bevorstehende österreichisch-ungarische Offensive im südlichen Tirol die Runde machten, änderte Brusati seine Taktik nicht und reihte die bei Cadorna angeforderte Verstärkung in Form von fünf Divisionen erneut in die vorderste Linie ein. Zwar nahm Cadorna bei einem Frontbesuch im April 1916 von der zu weit nach vorne ausgerichteten italienischen Linie Kenntnis, ordnete aber nicht eine Rücknahme an, da er befürchte damit das italienische Aufgebot an der Tiroler Front ins Chaos zu stürzen, zumal er nicht ernsthaft an eine Offensive des Gegners in diesem Bereich glaubte.
Als Brusati erneut um Verstärkungen bat, wurde er am 8. Mai 1916 von seinem Kommando enthoben. Cadorna, der bereits unzufrieden war, wie Brusati die vorherigen Reserven eingesetzt hatte, teilte die neuen Forderungen nicht und ersetzte ihn durch Guglielmo Pecori Giraldi. Letzterer hatte keine Zeit, um große Veränderungen vorzunehmen als sieben Tage später die österreichisch-ungarische Frühjahrsoffensive zwischen Etsch und Valsugana die italienischen Linien aufrollte. Schnell war ein Sündenbock für das Desaster gefunden. Am 25. Mai wurde Brusati auf Anordnung des Ministerrates vorzeitig in den Ruhestand geschickt. Auch die italienische Presse, insbesondere der Corriere della Sera, hatte sich auf ihn eingeschossen und Brusati als Verräter hingestellt. Es wurde sogar unterstellt, dass sein Sohn in den Reihen des Gegners kämpfe.
1919 wurde er infolge der zur Untersuchung der Niederlage bei Karfreit eingesetzten parlamentarischen Kommission in Teilen rehabilitiert und seine Versetzung in den Ruhestand rückwirkend aufgehoben. Da er mittlerweile die Altersgrenze erreicht hatte, wurde er allerdings nicht wieder in den aktiven Dienst übernommen. Brusati war mit der Entscheidung nur in Teilen zufrieden, da er sich als Opfer Cadornas sah. Eine Aufarbeitung seiner Rolle im Ersten Weltkrieg blieb im Folgenden wegen fehlendem öffentlichen Interesses aus. In seinen letzten Lebensjahren gehörte er als Senator der Kommission des Hochgerichtshofes an. 1932 trat er, laut seiner im Archiv des Senats aufbewahrten Personalakte, der Faschistischen Partei bei.
Roberto Brusati war seit 1911 Träger des Großkreuzes des Ordens der Krone von Italien und seit 1912 Träger des Großkreuzes des Ritterordens der hl. Mauritius und Lazarus. 1922 wurde ihm von Armando Diaz zudem das Kriegsverdienstkreuz verliehen.